# Koyoharu Goutouge – Zbiór opowiadań
Koyoharu Goutouge – Zbiór opowiadań (jap. 吾峠呼世晴短編集 Gotōge Koyoharu tanpenshū) – antologia mang autorstwa Koyoharu Gotōge, wydana w październiku 2019 nakładem wydawnictwa Shūeisha.

## Publikacja
Manga składa się z czterech one-shotów autorstwa Koyoharu Gotōge: Zabójcy łapczywych drapieżców (jap. 過狩り狩り Kagarigari), wydanego w 2013 roku; Braci Monjushirou (jap. 文殊史郎兄弟 Monjushirō kyōdai), opublikowanych w 2. numerze „Jump Next!” w 2014 roku; Pana Żebro (jap. 肋骨さん Rokkotsu-san), opublikowanego w magazynie „Shūkan Shōnen Jump” w 2014 roku; i Zygzaka z Muszego Ogrodu (jap. 蠅庭のジグザグ Haeniwa no jiguzagu), który ukazał się w tym samym czasopiśmie w 2015 roku. Wydawnictwo Shūeisha zebrało je w jednym tankōbonie, wydanym 4 października 2019.
W Polsce manga została wydana 26 kwietnia 2023 nakładem wydawnictwa Waneko.